# Хроника Перу
«Хроника Перу» или «Перуанская хроника» (исп. Parte Primera de la Crónica del Perú) — фундаментальное произведение по истории и географии Южной Америки XVI века. Автор книги — испанский историк Педро де Сьеса де Леон. Книга состоит из четырёх частей (восемь томов), и составляет примерно 8000 листов размера 13 х 16 дюймов. Впервые «Первая часть» была опубликована 15 марта 1553 года.
В книге даны описания множества индейских этносов и их языков, в том числе приведена доколумбовая история Америки. Сведения из Хроники Перу стали важнейшим источником по истории империи инков для большинства позднейших историков, которые часто не указывали источники, — в особенности это относится к рукописям, опубликованным после смерти автора в 1554 году (Блас Валера, Хосе де Акоста, Инка Гарсиласо де ла Вега, Антонио де Эррера). В книге впервые сообщается о геоглифах Наски и грандиозных постройках Тиауанако, и археологических достопримечательностях доинкской поры, расположенных в провинциях: Чиму, Гуамачуко, Чачапояс, Колья и др; а также ряд городов: Куско, Учуй-Коско, Пачакамак, Ило, Пасто и многие другие.

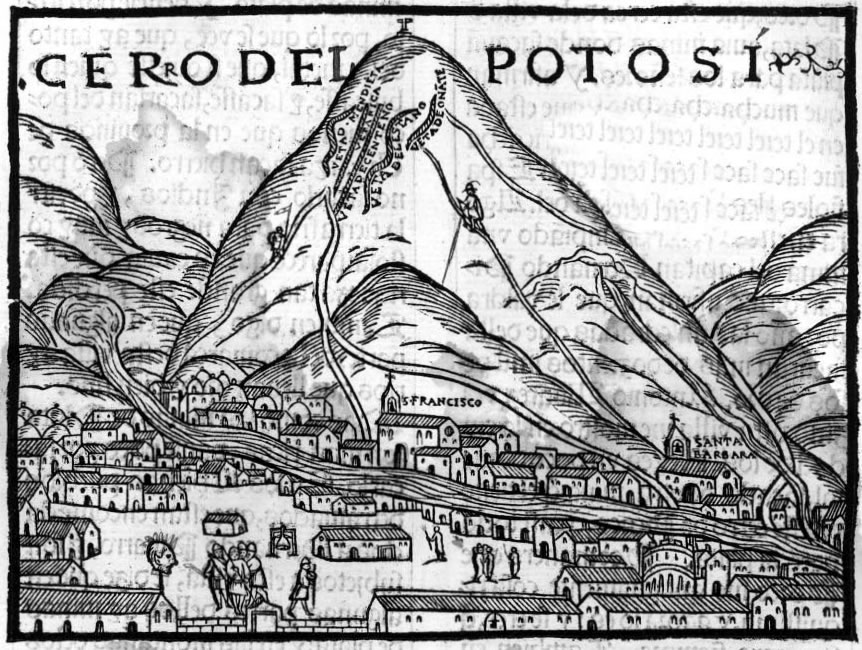
Панорама города и серебряных рудников в Потоси. Педро Сьеса де Леон. Хроника Перу, Глава CIX. 1553.

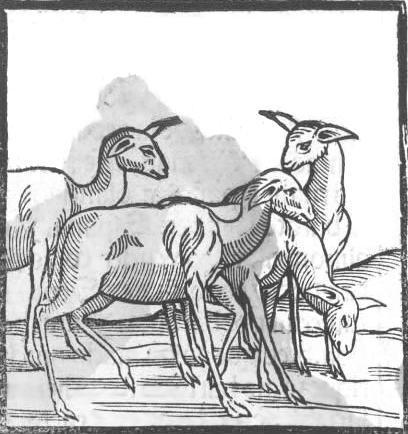
Первое в Европе изображение южноамериканских верблюдовых. Сьеса де Леон.

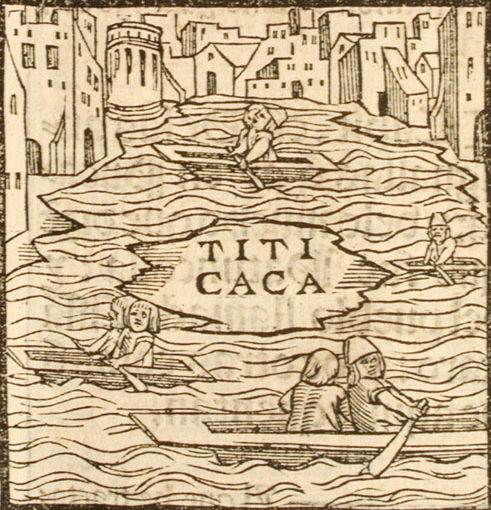
Сьеса де Леон. Первое изображение озера Титикака (1553).

## «Хроника Перу»

### История названия
Как указал исследователь Матикорена, названием всего произведения должно было стать «Historia de la tierra del Perú» (История земли Перу), как следовало из контракта, заключённого автором с издательством по поводу выпуска первой части, но в процессе издания вся книга получала название Crónica del Perú. Это же название приведено в Прологе Первой части.

### Автор
Метко названный «первенствующим хронистом Индий» Педро Сьеса де Леон делит это первенство с капитаном доном Гонсало Фернандесом де Овьедо-и-Вальдесом, который, «дважды пересёкши Океан, после титанических испытаний и трудов донёс, как написал дон Хулио Дехадор, „до Испании и до всей Европы природные чудеса Америки, историю Конкисты, а также намерения и интересы тех, кто довёл её до конца“».
За свою короткую жизнь он написал пространное произведение, являющееся фундаментальным в вопросе изучения истории Южной Америки.

## Сбор сведений для Хроники
Являясь одновременно солдатом, путешественником, священником и человеком учёным, Сьеса де Леон старался досконально разузнать о каком-либо событии, используя не только документы, но и собственные наблюдения и опрос местного населения. При этом практически всегда он приводил различные точки зрения (как простонародные мнения, так и знания специалистов своего дела), либо одну, если она была более достоверной, — всё это ставит работу Сьеса де Леона в особый ряд книг, заслуживающих доверия и являющихся ценным источником для современных учёных.
Автора, которого отличал размеренный и выверенный ритм повествования, можно считать великолепным рассказчиком, с ясно выраженным критическим методом, когда он, без колебаний, заявляет о творимых испанцами беззакониях по отношению к индейцам. Он же воспевает гражданское, религиозное и военное искусство Империи Инков.

По правде говоря, мало народов в мире, по-моему, имели лучшее правление, чем у Инков.— Сьеса де Леон, Педро. Хроника Перу. Часть Первая. Глава LXI.
Сьеса не владел местными индейскими языками, хотя и знал многие слова, но у него были отличные помощники и советчики в этом вопросе, например, монах Доминго де Санто Томас (составивший первую грамматику, а также словарь языка кечуа).
Его работы считаются «наиболее оригинальными и наиболее важными об Америке, из когда-либо написанных в испанской историографии, произведение автора особенного, плодовитого, учёного и неутомимого наблюдателя».
В то же время Сьесу де Леона другой хронист — Педро Писарро, опубликовавший свою хронику через 20 лет после Сьесы, обвинял в том, что тот занимался сбором информации у лиц, которые, желая попасть в хронику, платили по 200—300 дукатов, а также, что Сьеса не воочию видел происходящее, а только узнавал из уст других людей; поскольку, как добавил Педро Писарро «по-правде, я не знаю того, чтобы он был из тех первых, что пришли в это королевство…».

## Первая публикация
Книга, опубликованная в Севилье в издательстве Мартина Монтеса де Ока (иногда: Мартин де Монтесдеока) в количестве 1050 или 1100 экземпляров, носит название, которое поясняет, о чём в ней пойдёт речь: «ПЕРВАЯ ЧАСТЬ Хроники Перу, рассказывающей об установлении границ провинций: их описание; о закладке новых городов; об обычаях и нравах индейцев; и о других достойных упоминания вещах. Выполненная Педро де Сьеса де Леоном, жителем Севильи. 1553». В издании есть выгравированные буквицы, гравюры и вставлены виньетки.

## Структура Хроники
Сама «Хроника Перу», великолепно спланированная и структурированная, состоит из четырёх частей:

### Первая часть, 1553 год
Первая часть Хроники состоит из общего географического обзора, описания обычаев индейцев и об основании испанцами городов в Перу, Попайяне, Чаркасе и Чили.
В свою очередь Первая часть делится на:
- Титульный лист.
- Страница, написанная принцем Филиппом и подписанная Хуаном Васкесом.
- Точно такая же страница (то есть повторяется дважды, но текст по размеру не одинаковый).
- Посвящение принцу Филиппу.
- Предисловие автора (Пролог) — в нём даётся краткое содержание книги, а также приведено деление книги на части и даны названия всех книг и частей.
- Содержание Первой части (Перечень Глав — 121 глава).
- Список опечаток и ошибок, обнаруженных в издании.
- Текст, состоящий из 121 главы. В конце текста приведена информация об издателе («отпечатано в Севилье в доме Мартина де Монтесдока») и дате издания («15 марта 1553 года»).

О распространении Первой части «Хроники Перу» известно из завещания Сьесы: в Медина-дель-Кампо Хуан де Эспиноса продал сто тридцать экземпляров, в Толедо тридцать — Хуан Санчес де Андраде, и восемь — Диего Гутьеррес из Лос-Риос-де-Кордоба. Хуан де Касалья из Севильи подрядился продать более ста экземпляров. Книги были отправлены также в Гондурас и на Санто-Доминго.

### Вторая часть, 1554 [1877] год
Вторая часть Хроники Перу: «о владычестве Инков Юпнаков (!) [вместо Юпангов]», во всех последующих изданиях именовавшаяся «О Владычестве Инков Юпанки» (Мадрид, 1877) — фундаментальная хроника о периоде правления Инков в Перу. Почти вся эта часть, как позднее заметил известный историк Марко Хименес де ла Эспада, «была мошеннически присвоена одним из наших самых известных хронистов: литературное преступление, которое повлекло в качестве последствия то, что скромный и трудолюбивый солдат, конкистадор и землепроходец из первых, обошедший всю страну, которую описал и вник во все события, о чём поведал в своей замечательной работе, который прежде, чем кто-либо иной сумел понять и упорядочить загадочные летописи времён, предшествующих Конкисте, оказался подменённым тем, кто до сегодняшнего дня имел пальму первенства среди писавших о перуанских древностях, Инкой Гарсиласо де ла Вега для составления его собственных Подлинных комментариев».
О «Владычестве инков» Рауль Поррас Барренечеа сказал: «Восхищает, как в такую бурную пору, какой были годы с 1548 по 1550, когда Сьеса находился в Перу, он смог написать работу настолько основательную, так надёжно и достоверно документированную, и такой зрелости, об истории и установлениях инков. История инков родилась взрослой у Сьесы. Никто не может оспаривать его первенство относительно Инкской державы. История кастильского хрониста сразу ввела инков во всемирную историю».
Эта часть не была издана при жизни автора, и как указал Сьеса в своём завещании: «Также приказываю, чтобы другую книгу, мною написанную, и содержащую хронику об ингах и о тех, кто открыл и завоевал Перу, что если кто-либо из моих душеприказчиков захочет её издать, то пусть возьмёт её и воспользуется ею, и получит выгоду от издания, а если они не захотят этого, то приказываю, чтобы её отправили епископу Чиапа[са] ко двору, и отдадут её ему с обязательством, чтобы он издал её». По неизвестным причинам, епископ Чиапаса Бартоломе де Лас Касас не заинтересовался рукописями Сьесы, после чего они исчезают надолго. Известно только, что рукописи одно время находились у инквизитора Севильи Андреса Гаско, а потом у королевского хрониста Хуана Паэса де Кастро.

#### Рукопись библиотеки Эскориала
Рукопись этой второй части в XIX веке хранилась в Библиотеке Эскориала, и была издана в 1877 году. В ней отсутствовали несколько глав: первая, вторая, большая часть третьей, часть пятьдесят четвёртой и, возможно, пятьдесят пятой.

#### Рукопись библиотеки Ватикана
Другую рукопись Второй части Хроники обнаружила в 1980-х годах исследовательница Франческа Канту в Апостольской Библиотеке Ватикана. В Ватиканской рукописи, на первом листе текста, относящегося ко Второй Части, не хватает правой верхней четверти и, следовательно, нумерации. Следует отметить, однако, что следующий лист пронумерован как лист 3. В таком случае, единственным, недостающим является лист 1. Полагаясь на среднюю величину глав Второй Части, можно было бы утверждать, что глава, из которой образуется часть обширного фрагмента, соответствующего листу 2 r.-v. [лицевая и оборотная стороны], не будет ни главой I, ни главой III, согласно нумерации, которую даёт Маркос Хименес де ла Эспада исходя из того факта, что в главе C [то есть Сотой] из Первой части, Сьеса написал: «Многие из этих индейцев рассказывают, как они услышали от своих стариков, что в давние времена был большой потоп и [был он] таким, каким я его описываю в третьей главе Второй Части. И они поясняют, что их предки из седой старины, о чьём происхождении они рассказывают столько всяких слов и басен, [и] если они таковы, то я непременно хочу остановиться и написать об этом, потому что одни говорят, что они вышли из источника, других — из скалы, иные — из озёр». Всё же можно было бы подумать как о правдоподобной ошибке при печати (там, где типограф может прочитать «третий» вместо «первый») или лишь приблизительной (или путанной) цитату самого Сьесы, который в своей Первой Части, в главе LXIII написал: «хотя я много поусердствовал над этим и беседовал с мужами учёными и любознательными, я не смог разузнать о происхождении этих [или же Индейцев Перу] или их начала, […] хотя во Второй Части, в первой главе, я пишу о том, что смог таки об этом разузнать». Ватиканская рукопись, тем не менее, не позволяет обнаружить абсолютную достоверность в связи с этим (хотя есть гипотеза, что потерялись не целых две главы Второй Части, а только фрагмент главы I).
В этой же рукописи отсутствуют два других листа: лист 63 r-v, и лист 64 r-v. Текст, соответствующий этим двум листам, отсутствовал также в копиях, использовавшихся Гонсалесом де ла Росой и Хименесом де ла Эспадой (то есть в рукописи Эскориала), которые в своих соответствующих изданиях переписали без последовательности фрагмент листа 65 r. после Главы LIV, вероятно, неполной (см. лист 62 v). Аранибар по совету Хименеса де ла Эспады, указывавшего на очевидность проблемы, которую представлял в этом месте текст Сьесы, дал фрагменту, соответствующему листу 65 r., собственную нумерацию и заглавие («Глава LV. О том, как выступил из Куско Тупак Инга, и о победе, которая была одержана над колья». В связи с чем в главе LIV или LV пропущены сведения о смерти Пачакути Инги Юпанги.
Владельцем обеих рукописей (Витаканской и из Эскориала) являлся, согласно реестрам библиотек, Хосе Санчо Район (José Sancho Rayón).
Копии второй части также хранятся в Академии Истории Мадрида и в Публичной Библиотеке Нью-Йорка (Коллекция Леннокса).

### Третья часть
Третья часть — обширное повествование, в котором описывается «Открытие и завоевание Перу», хотя сохранилась только малая её часть, ставшая известной в 1946 году благодаря лимской газете «El Mercurio Peruano» и исследователю Рафаэлю Лоредо (Rafael Loredo), обнаружившего её в Библиотеке Эскориала (Мадрид, Испания), но не все главы ему тогда удалось издать, равно как и несколько лет спустя Кармело Саэнсу де Санта Мария (Carmelo Sáenz de Santa María). И лишь в 1979 году в Риме было вышло в свет полное издание, когда Франческа Канту обнаружила новую рукопись в Ватиканской библиотеке (очевидно, она попала туда давно, когда личная библиотека королевы Швеции Кристины была переправлена в Ватикан). Эта же исследовательница подготовила полное собрание сочинений Сьесы де Леона в Папском Католическом Университете в Перу.
Значительную часть рукописи также включил в свою «Общую Историю» Антонио де Эррера-и-Тордесильяс, поскольку он занимал должность Главного Хрониста Индий.
Некоторые отрывки третьей части Хроники были опубликованы Маркосом Хименесом де ла Эспада в Relaciones Geográficas
de Indias (1897, том IV).

### Четвёртая часть
Четвёртая часть Хроники: «Гражданские войны в Перу», наиболее обширная. Она делится на пять книг:
- - «Война в Салинас», о противостоянии Франсиско Писарро и Диего де Альмагро, и заканчивается его смертью.
  - «Чупасская война», кратко излагавшая последние годы жизни Писарро, правление Вака де Кастро и разгром Диего де Альмагро «Младшего».
  - «Война в Кито», в которой рассказывается о мятеже энкомендеро под командованием Гонсало Писарро и смерти вице-короля Бласко Нуньеса Вела.

Эти три книги были изданы в XIX веке, и неизвестно, закончил ли автор две последних:
- - «Война в Уарино».
  - «Война в Хакихагуана».

Рукописи двух последних книг не найдены. Возможно, преждевременная смерть не позволила ему их закончить, но это только предположение.

#### Рукописи Четвёртой части
Известна одна рукопись первой книги Четвёртой части — «Война в Салинас», находящаяся в библиотеке Американского Испанского Общества (Hispanic Society of America). Другая рукопись в XX веке хранилась у маркиза де ла Фуэнсанта дель Валье и у Хосе Санчо Района, редакторов издания la Colección de Documentos Inéditos para la Historia de España.
Рукопись второй книги «Чупасская война» относится к XVI веку и хранится в Библиотеке Королевского Дворца в Мадриде.
«Война в Кито» известна в двух рукописях: одна — неполная — хранится в Библиотеке Королевского Дворца в Мадриде, другая — полная — в Hispanic Society of America. Современная копия также хранится в Нью-Йоркской Публичной библиотеке (Rich Collection).

### Два дополнения к Хронике
В Прологе к Первой части Хроники Сьеса сообщает, что составил также два комментария к своей книге:

Закончив с этими книгами, из которых состоит четвёртая часть, я сделал два добавления: одно о делах, случившихся в королевстве Перу после основания аудиенции, и до момента, когда президент покинул её. Второе — о его прибытии в [провинцию] Тьерра-Фирме. И о смерти учинённую Контрерасами (los Contreras) епископу Никарагуа, и как они с «тираническим» замыслом вошли в Панаму, награбили много золота и серебра. И о сражении, данного им жителями Панамы в окрестностях города, где многих захватили и убили, а других предали суду. И как вернулись сокровища. Завершаю я [это второе добавление] описанием мятежей в Куско и приходе маршала Алонсо де Альварадо, посланного сеньорами оидорами расправиться с ними. И о вступлении в этом королевстве в должность вице-короля сиятельного и весьма благоразумного человека дона Антонио де Мендоса (Antonio de Mendoςa).— Сьеса де Леон, Педро. Хроника Перу. Часть Первая. Пролог автора.
Считается, что он всё же не успел написать этих комментариев, так как в завещании он упомянул о необходимости хранить в течение 15 лет три книги Четвёртой части (они же известны и сейчас), но не сообщил о четвёртой и пятой книгах Четвёртой части и двух добавлениях.

## Издания

### На русском языке
- Хроника Перу. Часть первая / Под ред. А. Скромницкого. — Киев: Blok.NOT, 2008. — 384 с. — ISBN 978-966-XXXX-XX-X (ошибоч.).

### На других языках
Главные издания его произведений:
- Parte primera de la Chrónica del Perú. Que tracta la demarcación de sus prouincias: la descripción dellas. Las fundaciones de las nuevas ciudades, los ritos y costumbres de los Indios, y otras cosas estrañas dignas de ser sabidas… , por Martín de Montesdoca, Sevilla, 1553.
- La Chrónica del Perú nuevamente escrita por…, Martín Nucio, Amberes, 1554. Parte primera de la Chrónica del Perú… Añadiose de nueuo la description y traga de todas las Indias, con una tabla alphabetica de las materias principales en ella contenidas… Juan Steelsio, Amberes [al fin, Impresso en Anvers por Iuan Lacio MDLIIII], 1554.
- Parte primera de la Chrónica del Perú… Por Juan Bellero, a la enseña del Salmón, Amberes [al fin: Impresso en Anvers por Iuan Lacio MDLIIII], 1554.
- La historia de los incas o Segunda parte de la Crónica del Perú, versión y prólogo de Manuel González de la Rosa, Kegan Paul, Trench, Trubner & Co., Londres [edición que no llegó a circular; existen al menos dos ejemplares en pruebas, uno de ellos en la Biblioteca Nacional de Madrid, y otro en la de la Universidad de Yale], 1873.
- Segunda parte de La crónica del Perú: que trata del señorío de los Incas yupanquis y de sus grandes hechos y gobernación escrita por Pedro de Cieza de León. Ed. y pról. de Marcos Jiménez de la Espada, Biblioteca Hispano-Ultramarina, la publica Marcos Jiménez de la Espada, Madrid, Imprenta Manuel Ginés Hernández, 1880, 279, 140 pp.
- Señorío de los Incas, ed. y est. prel. de Carlos Araníbar, Instituto de Estudios Peruanos, Lima, 1967.
- En Obras completas, ed. y est. de Carmelo Sáenz de Santa María, Consejo Superior de Investigaciones Científicas, Instituto Gonzalo Fernández de Oviedo, Madrid, 1984.
- Crónica del Perú. Segunda parte, ed. pról. y notas de Francesca Cantü, Pontificia Universidad Católica del Perú y Academia Nacional de la Historia, Lima, 1985.
- Pedro de Cieza de León e il «Descubrimiento y Conquista del Perú», ed. y est. prel. de Francesca Cantü, Istituto Storico Italiano per l’etá Moderna e Contemporanea, Roma, 1979.
- Crónica del Perú. Tercera parte, ed. pról. y notas de Francesca Cantü, Pontificia Universidad Católica del Perú y Academia Nacional de la Historia, Lima, 1987.
- Guerras civiles del Perú…, I. Guerra de las Salinas, publicada… conforme al manuscrito coetáneo propiedad de los señores Marqués de la Fuensanta del Valle y D. José Sancho Rayón, Colección de Documentos Inéditos para la Historia de España, T., LXVIII, 1877.
- Tercero Libro de las Guerras Civiles del Perú, el cual se llama la Guerra de Quito…, ed. y est. prel. de Marcos Jiménez de la Espada, Biblioteca HispanoUltramarina, Madrid [edición incompleta, sólo considera 53 capítulos provenientes del manuscrito incompleto existente en la Biblioteca de Palacio Real de Madrid], 1877.
- Guerras civiles del Perú… II. Guerra de Chupas, publicada…conforme al manuscrito coetáneo propiedad de los señores Marqués de la Fuensanta del Valle y D. José Sancho Rayón, Colección de Documentos Inéditos para la Historia de España, T. LXXVI, Madrid, 1881.
- Guerra de Quito…, ed. de M. Serrano y Sanz, Nueva Biblioteca de Autores Españoles, T. 15, Madrid, 1909.
- Crónica del Perú. Cuarta parte, vol. I., Guerra de las Salinas, ed. y est. prel. de Pedro Guíbovich, Pontificia Universidad Católica del Perú y Academia Nacional de la Historia, Lima, 1991.
- Crónica del Perú. Cuarta parte, vol. II, Guerra de Chupas, ed. y est. prel de Gabriela Benavides de Rivero, Pontificia Universidad Católica del Perú y Academia Nacional de la Historia, Lima, 1994.
- Crónica del Perú. Cuarta parte, vol. III, Guerra de Quito, edición y est. prel. de Laura Gutiérrez Arbulú, Pontificia Universidad Católica del Perú y Academia Nacional de la Historia, Lima, 1994.
- Cieza de Leon, Pedro. Descubrimiento y conquista del Perú. Edición de Carmelo Sáenz de Santa María. Madrid: Dastin Historia, 2000.

## Галерея

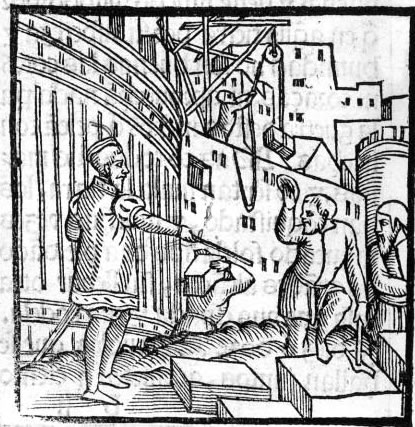
Основание первых испанских городов в Перу. Педро Сьеса де Леон. Хроника Перу, Глава VIII. 1553.
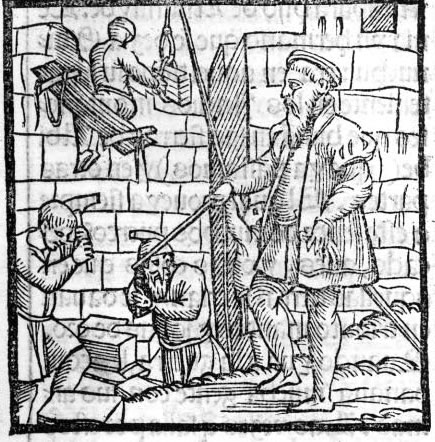
Строительство крепостных стен. Педро Сьеса де Леон. Хроника Перу, Глава XII. 1553.
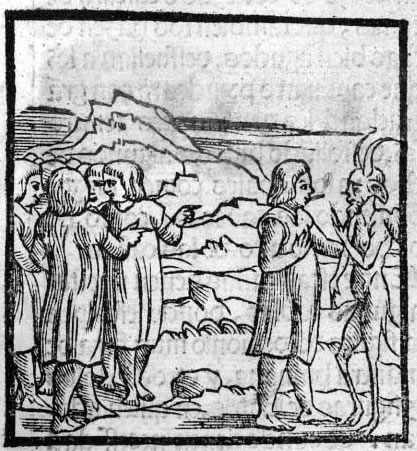
Общение индейцев с дьяволом. Педро Сьеса де Леон. Хроника Перу, Глава XV.1553.
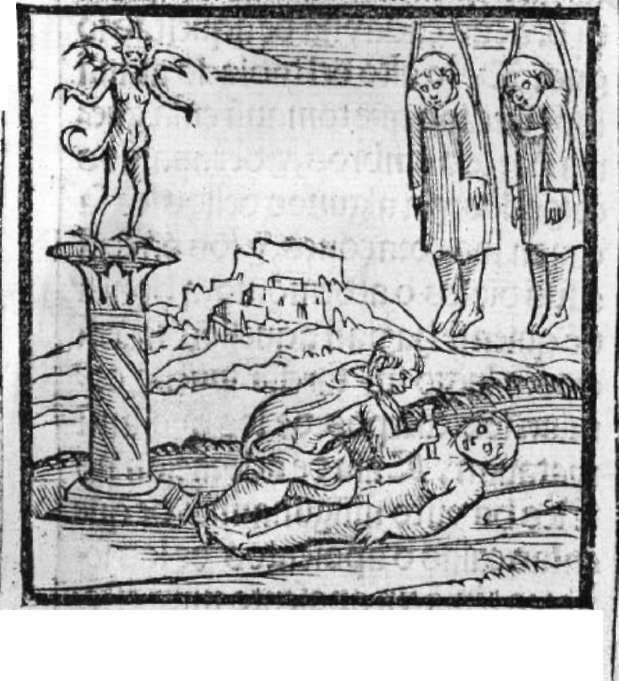
Человеческие жертвоприношения индейцев. Педро Сьеса де Леон. Хроника Перу, Глава XIX. 1553.
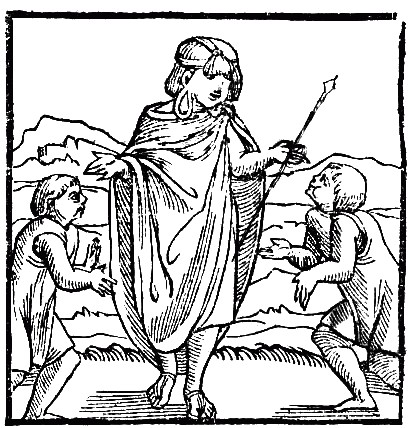
Первое европейское изображение Инков. Педро Сьеса де Леон. Хроника Перу, Глава XXXVIII. 1553.
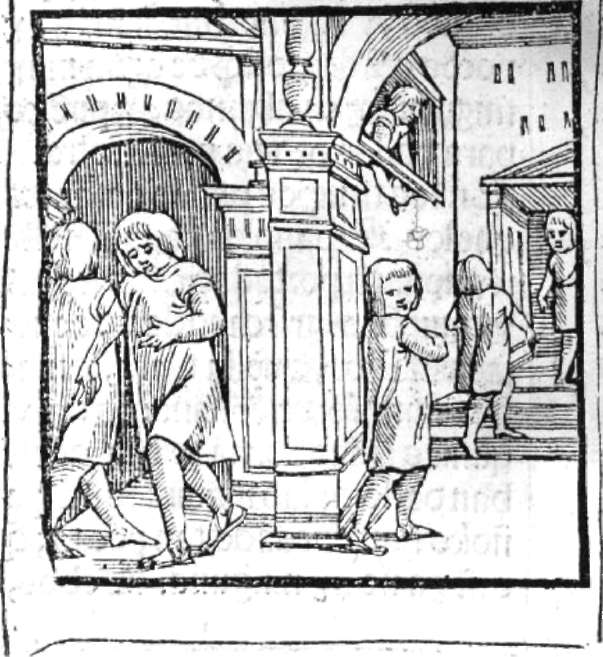
Жизнь индейцев. Педро Сьеса де Леон. Хроника Перу, Глава XLIV. 1553.
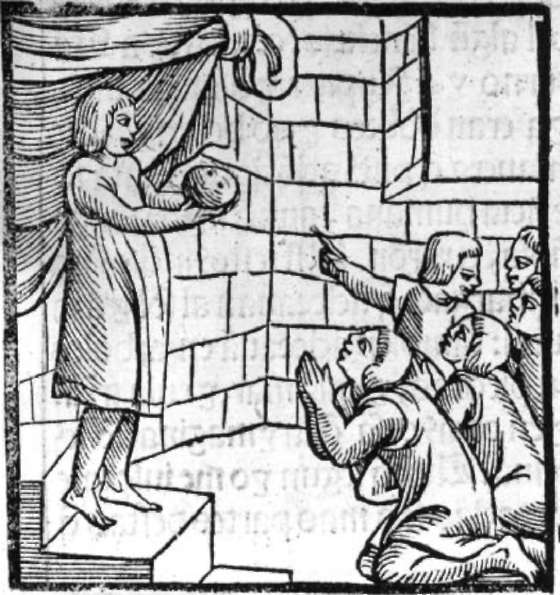
Поклонение индейцев большому Изумруду. Педро Сьеса де Леон. Хроника Перу, Глава L. 1553.
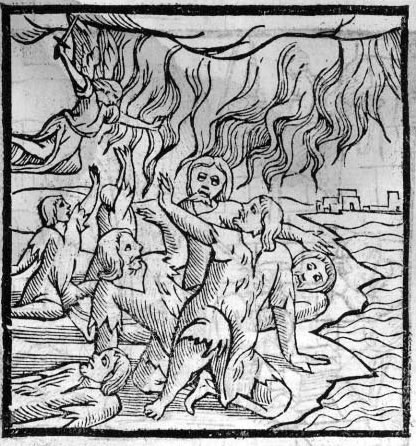
Небесная кара, павшая огнём на индейцев. Педро Сьеса де Леон. Хроника Перу, Глава LII. 1553.
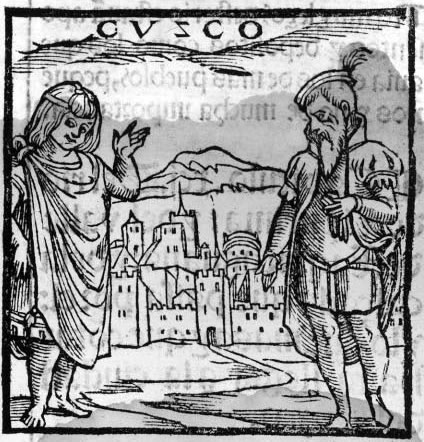
Город Куско. Педро Сьеса де Леон. Хроника Перу, Глава XCII. 1553.